# U-Bahn-Station Nußdorfer Straße
Die Station Nußdorfer Straße ist ein oberirdischer U-Bahnhof der Linie U6 der Wiener U-Bahn im 9. Gemeindebezirk Alsergrund an der Grenze zum 18. Wiener Gemeindebezirk Währing. Die denkmalgeschützte Hochbahn-Station erstreckt sich zwischen dem äußeren und dem inneren Währinger Gürtel auf der Höhe der Sobieskistraße im 9. und der Schrottenbachgasse im 18. Bezirk, ihre Anschrift lautet Währinger Gürtel 162A. Namensgeber ist die 1862 nach dem Vorort Nussdorf benannte Nußdorfer Straße.

## Geschichte

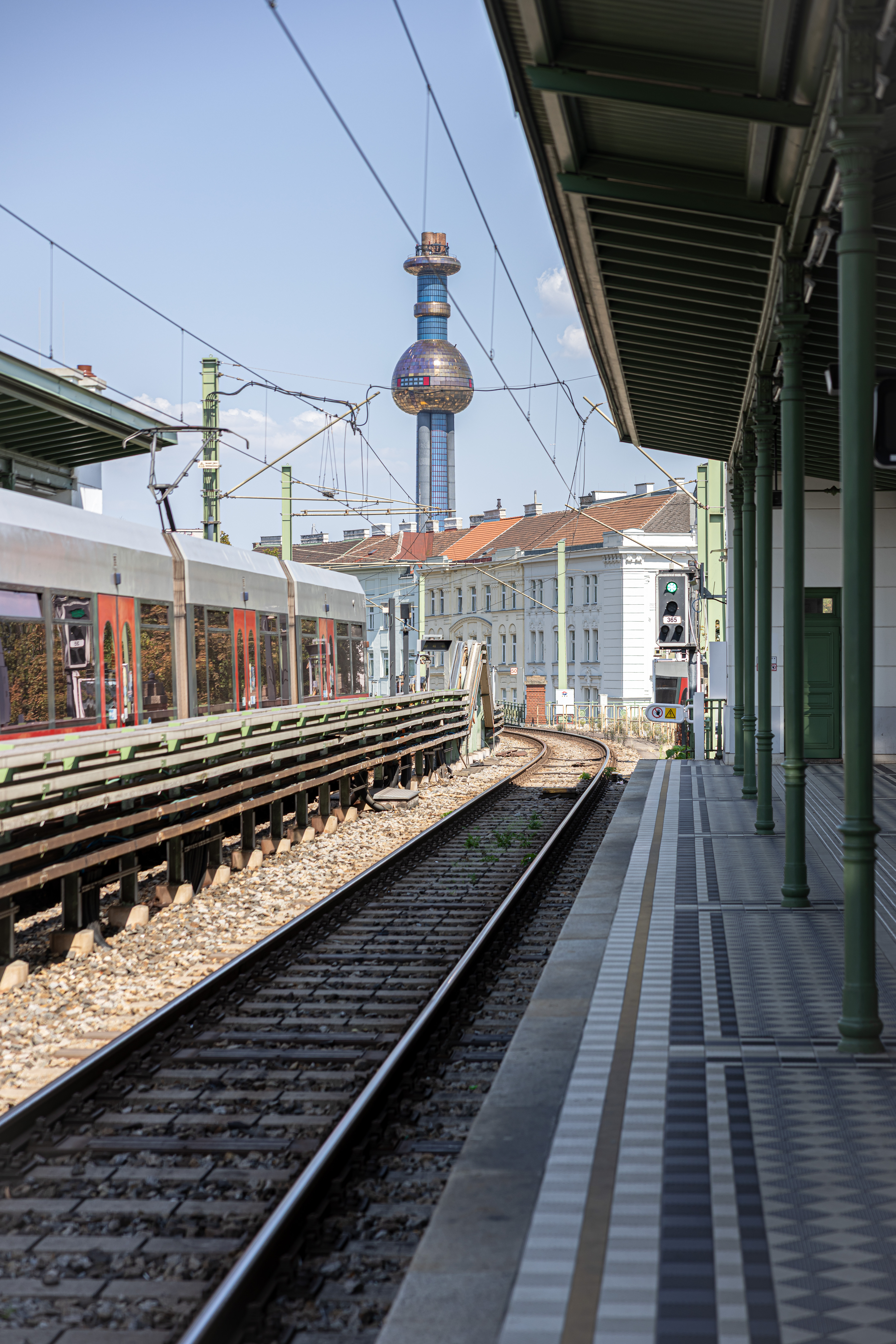
Station Nußdorfer Straße, Blick in Richtung Müllverbrennungsanlage Spittelau

Errichtet wurde die Station für die Gürtellinie der Wiener Dampfstadtbahn. In deren frühen Planungen wurde sie teilweise noch als Nussdorfer Linie bezeichnet, bevor sie letztlich den bis heute gebräuchlichen Namen bekam. Die von Otto Wagner im Auftrag der Commission für Verkehrsanlagen in Wien gestaltete Haltestelle gehört mit den Stationen Gumpendorfer Straße, Josefstädter Straße, Alser Straße und Währinger Straße zu den am besten erhaltenen Gürtelstationen. Sie wurde im August 1896 baulich fertiggestellt und am 1. Juni 1898 eröffnet. Wie die anderen Stationen am Gürtel wurde sie an Stelle eines Stadttors des ehemaligen Linienwalls gebaut. In die Haltestelle integriert ist das durchgehende Stadtbahnviadukt. Ihre Fassaden sind durch Pfeiler gegliedert, die große Fensterflächen zwischen sich einlassen. Es handelt sich um den am stärksten in Glaswände „aufgelösten“ Bau der Stadtbahn.
1918 musste die Haltestelle, wie fast alle Stationen der Dampfstadtbahn, außer Betrieb genommen werden und ging 1925 als Teil der Wiener Elektrischen Stadtbahn erneut in Betrieb. Außer den reinen Stadtbahnlinien bediente zwischen 1925 und 1945 auch die kombinierte Straßen- und Stadtbahnlinie 18G die Station. Nach Adaptierungsarbeiten für den U-Bahn-Betrieb, unter anderem wurden die Bahnsteige am südlichen Ende um einige Meter verlängert, wird die Station seit 1989 von der U6 bedient. Wie alle Gürtelstationen im Otto-Wagner-Stil wird die Station Nußdorfer Straße durch grünlackierte Pendeltür-Eingänge ost- und westseitig betreten. Von der Aufnahmehalle, in der sich ein mobiler Zeitungsverkaufsstand und eine Bäckerei befinden, führen zwei Treppen zu den Richtungsbahnsteigen. Elektronische Anzeigetafeln geben in der Aufnahmehalle Auskunft über die Abfahrt der nächsten beiden Zuggarnituren.
Die Straßenbahnlinien 37 in Richtung Hohe Warte und 38 in Richtung Grinzing halten ein Stück weiter östlich innerhalb des Gürtels in der Nußdorfer Straße und in Fahrtrichtung Schottentor außerhalb des Gürtels in der Döblinger Hauptstraße. Weiters besteht die Möglichkeit, zu den Autobuslinien 35A in Richtung Salmannsdorf und 37A umzusteigen. In unmittelbarer Nähe zur Station befindet sich der Israelitische Friedhof Währing, neben dem Sankt Marxer Friedhof die einzige erhaltene Wiener Begräbnisstätte aus der Zeit der josephinischen Reformen. Weiters befindet sich gegenüber dem westlichen Ausgang die Abstellhalle des Betriebsbahnhofes Gürtel. Über die Schrottenbachgasse ist der Währinger Park zu erreichen. In der Umgebung der Station hat sich seit Ende der 1990er Jahre eine rege Lokalszene entwickelt.
Ursprünglich hätte die Station Nußdorfer Straße ein Trennungsbahnhof werden sollen, an welchem der Verbindungsbogen zur Donaukanallinie abzweigen sollte. Infolge einer kurzfristigen Umplanung begann dieser letztlich aber an der betrieblich eigenständigen Abzweigstelle Nußdorfer Straße, die sich auf freier Strecke circa 300 Meter nördlich der Station befand. Somit blieb Nußdorfer Straße lediglich eine Haltestelle, der als Bauvorleistung entstandene ursprünglich vorgesehene Abzweig ist jedoch bis heute erkennbar. 

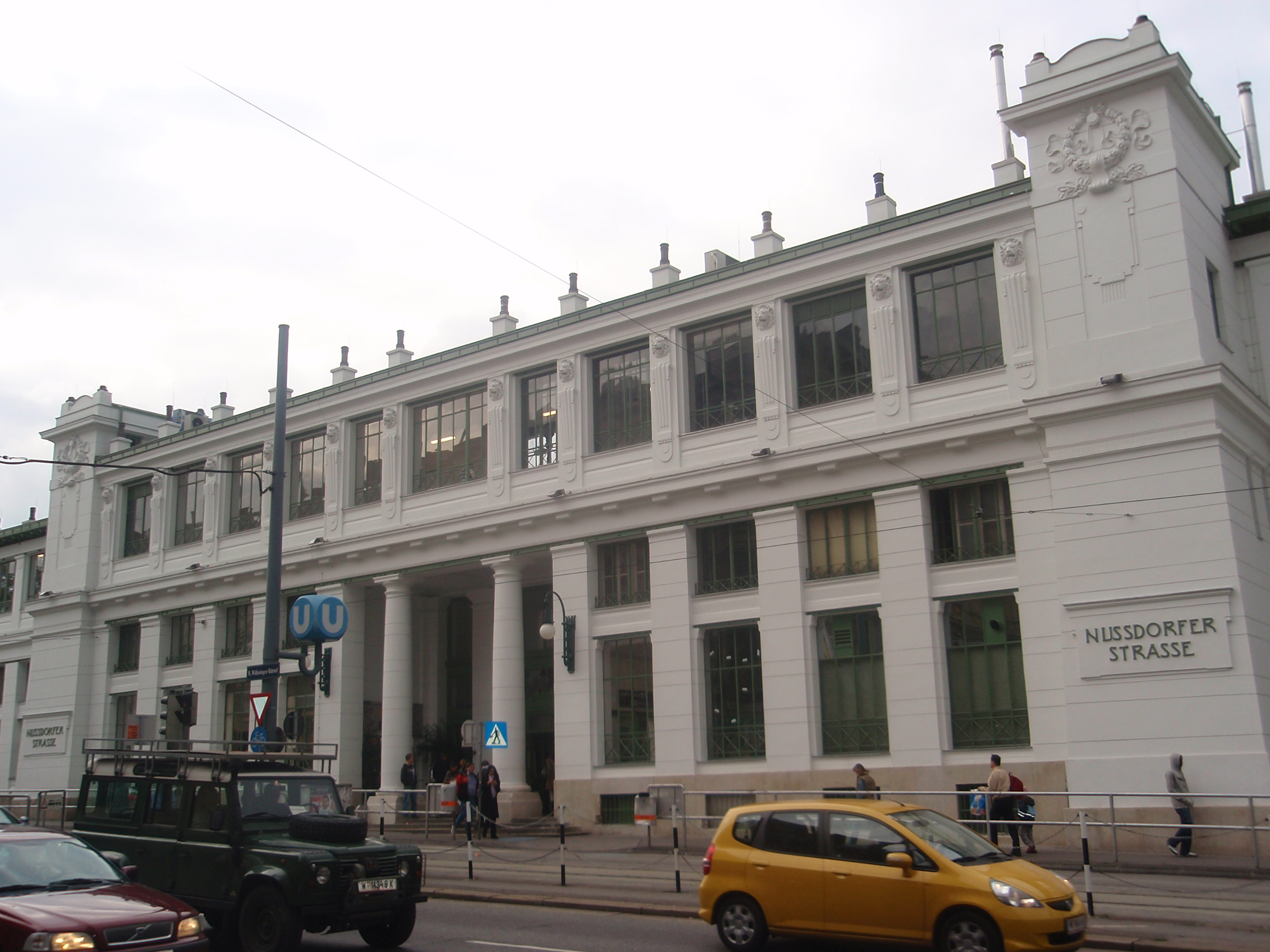
Das Stationsgebäude von der Straßenebene aus
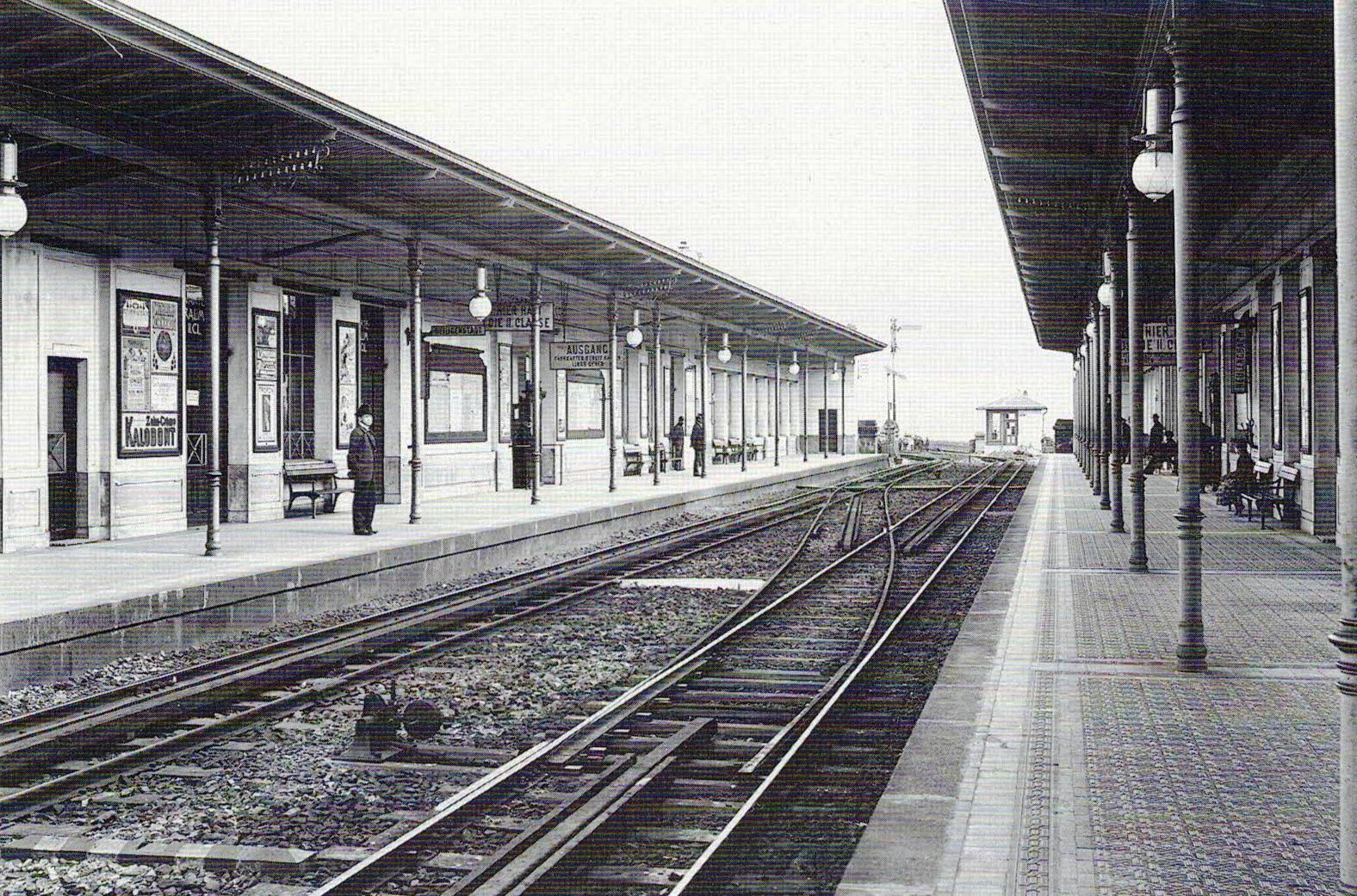
Die Station zu Zeiten der Dampfstadtbahn
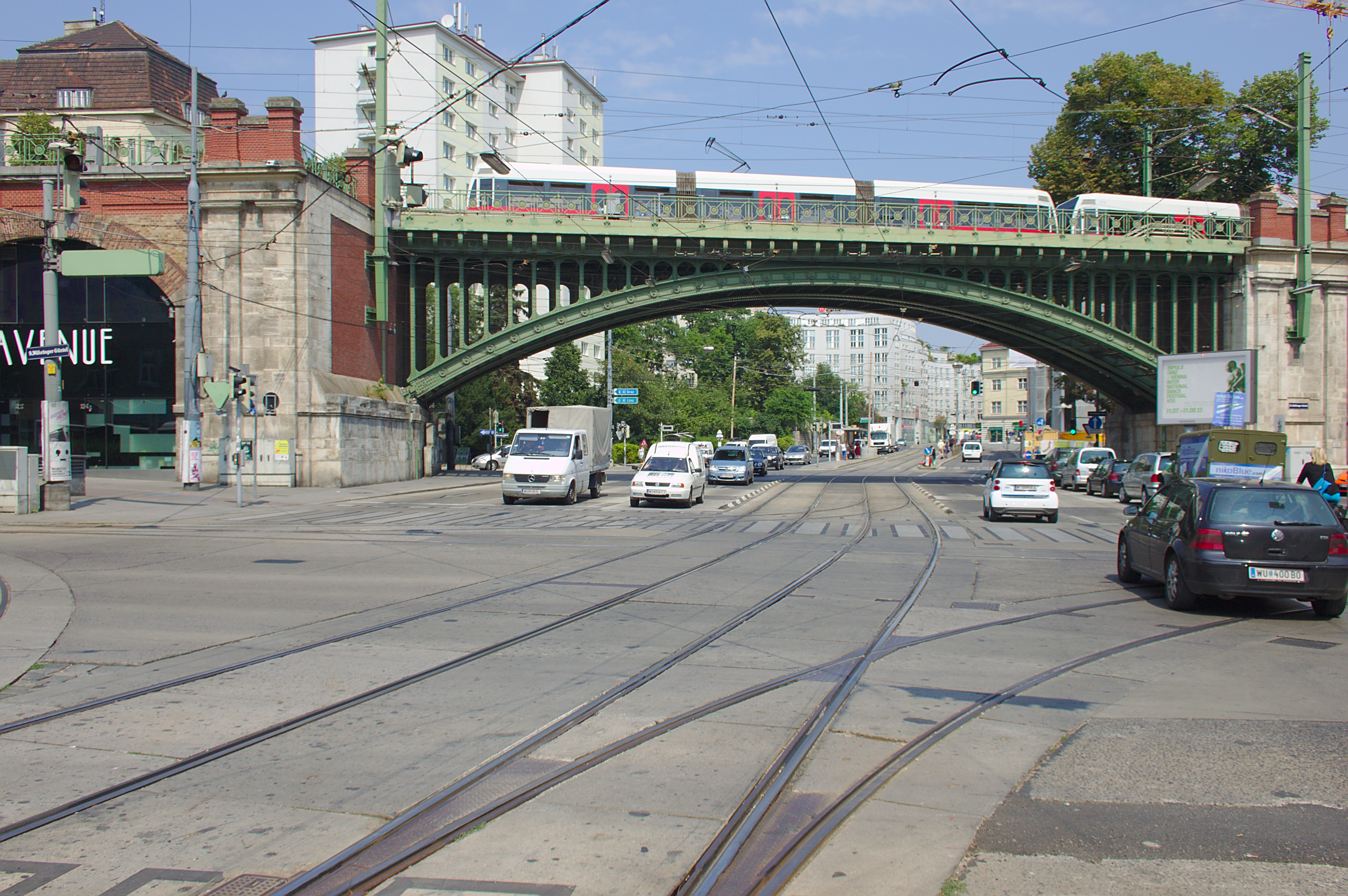
Ursprünglich sollte der Verbindungsbogen schon am linken Bildrand vor der Brücke über die Döblinger Hauptstraße abzweigen, die Bauvorleistung blieb bis heute erhalten